# Slavko Delfin
Slavko Delfin (Murter, 10. travnja 1909. – Zagreb, 25. studenog1983.), hrvatski arhitekt i sportski radnik. 
Godine 1940. diplomirao je na Arhitektonskom odjelu Tehničkog fakulteta u Zagrebu. Od 1941. do 1945. bio je zaposlen u Ministarstvu zdravlja i Glavnom ravnateljstvu za javne radove u Zagrebu. Nakon rata stupa u službu Ministarstva građevina NR Hrvatske i upravlja građevinskim odsjecima Komiteta za fiskulturu vlade FNRJ i Komiteta za fiskulturu vlade NR Hrvatske. Istodobno predaje u zagrebačkim i beogradskim školama. 
Od 1955. do 1966. predaje na Pedagoškoj akademiji u Zagrebu, a kasnije je redoviti profesor na Fakultetu za fizičku kulturu. Po njegovim projektima sagrađene su mnoge sportske građevine i objekti za fizički odgoj; među ostalim stadioni u Požegi, Osijeku, Sisku, Slavonskom Brodu, Mostaru; sportski park "Mladost" u Zagrebu (postupno od 1946.) itd. Među inim izradio je urbanistički projekt sportske zone uz uvalu Zvončac u Splitu, urbanističko rješenje sportskog kompleksa na Šalati u Zagrebu (1961.) i mnoga druga idejna rješenja. 

## Vanjske poveznice
- Športska nagrada Zagreba (1976. godina)  Arhivirana inačica izvorne stranice od 9. lipnja 2007. (Wayback Machine)
- Delfin, Slavko Hrvatska tehnička enciklopedija, portal hrvatske tehničke baštine. LZMK